# Sigurd Debus
Sigurd Debus (* 7. Mai 1942; † 16. April 1981 in Hamburg) war ein linksextremistischer Terrorist. Eine organisatorische Zugehörigkeit bzw. Mitgliedschaft in der terroristischen Vereinigung der Rote Armee Fraktion ist trotz seiner Teilnahme an ihren Hungerstreiks und der Benennung eines RAF-Kommandos nach ihm ("Kommando Sigurd Debus") nicht belegt. Möglicherweise wollte er eine hiervon unabhängige Terrororganisation, ebenfalls in Form einer Stadtguerilla, aufbauen. Debus wurde am 30. Mai 1975 wegen der Gründung einer kriminellen Vereinigung, illegalem Waffen- und Sprengstoffbesitz und anderer Delikte zu zwölf Jahren Haft verurteilt. Bei einem Hungerstreik mit behördlich angeordneter Zwangsernährung fiel er ins Koma und starb wenig später.

## Leben
Als Angestellter eines Ölunternehmens hatte Sigurd Debus wohl erstmals Kontakt zu verschiedenen kommunistischen Gruppierungen. Er soll in den frühen 1960er Jahren im Umfeld der 1956 verbotenen KPD aktiv gewesen sein, bevor er sich wohl 1969 der neu gegründeten KPD/ML anschloss. 1970 verließ er die KPD/ML wieder, um sich später im 1971 gegründeten HamburgerAktionsZentrum (HAZ) zu engagieren. Im Zusammenhang mit einer durch das HAZ organisierten Demonstration am 24. Mai 1972 gegen den Vietnamkrieg wurde er erstmals vor Gericht gestellt.
Seit Mitte 1973 lebte Debus in der Illegalität. Ein Kellerdepot mit Chemikalien zur Sprengstoffherstellung hatte sich entzündet. Dort fand die Polizei auch erstmals Hinweise auf ihn. In der folgenden Zeit konzentrierte sich Debus wohl auf den Aufbau einer Stadtguerilla in Hamburg, möglicherweise, um eine eigene, von der RAF unabhängige Gruppe aufzubauen. Ende Februar 1974 wurde er bei einem Banküberfall in Hamburg verhaftet.
Am 30. Mai 1975 wurde er wegen Beteiligung an Banküberfällen, einem versuchten Sprengstoffanschlag auf die Verfassungsschutzzentrale in Hamburg, einem Bombenanschlag auf das Haus der Industrie in Köln und der Bildung einer kriminellen Vereinigung zu zwölf Jahren Freiheitsstrafe verurteilt und in der Justizvollzugsanstalt Celle inhaftiert. Der niedersächsische Verfassungsschutz täuschte am 25. Juli 1978 mittels eines Bombenanschlags auf die Justizvollzugsanstalt einen missglückten Befreiungsversuch vor, um so einen Informanten in die RAF einzuschleusen. Im Vorfeld wurden in Debus' Zelle Ausbruchswerkzeug geschmuggelt, das bei einer anschließenden Durchsuchung gefunden wurde. Die Urheberschaft des Verfassungsschutzes wurde erst 1986 und im Anschluss unter dem Namen Celler Loch bekannt.
1979 wurde Debus in die JVA Hamburg-Fuhlsbüttel verlegt. Dort beteiligte er sich ab dem 11. Februar 1981 an einem Hungerstreik der RAF-Mitglieder, nachdem Hafterleichterungen mit Hinweis auf den fingierten Befreiungsversuch abgelehnt wurden. Ab dem 19. März 1981 wurde er zwangsernährt. Am 8. April fiel er ins Koma und musste ab dem 10. April künstlich beatmet werden. Am 16. April wurde der Tod festgestellt. Die Obduktion erbrachte als Todesursache ein „Absterben von Hirngewebe mit Hirnblutungen und stark erhöhtem Blutdruck“. Debus starb trotz der Zwangsernährung, da Ärzte schwere Mangelerscheinungen an Thiamin (Vitamin B1) ignorierten. Die Frage, ob der Hungerstreik oder Fehler bei der Zwangsernährung die Todesursache war, blieb offen. Nach Bekanntwerden seines Todes wurde der Hungerstreik beendet. Bereits am 11. April war sein Tod fälschlicherweise gemeldet worden, woraufhin es in einigen deutschen Städten zu Auseinandersetzungen zwischen der Polizei und militanten Linksradikalen kam.
Wegen seiner Teilnahme an einem Hungerstreik der RAF sowie dem terroristischen Hintergrund seiner Inhaftierung wird Debus häufig als Mitglied der RAF geführt. Eine organisatorische Zugehörigkeit zur RAF konnte aber bislang nicht belegt werden. In der Erklärung der RAF zur Besetzung und Geiselnahme in der Stockholmer Deutschen Botschaft vom 24. April 1975 wird die Freilassung von 26 Häftlingen gefordert, unter denen auch Sigurd Debus genannt wird. Außerdem benannte die RAF wenige Monate nach seinem Tod ein Kommando, das einen Anschlag auf das Hauptquartier der United States Air Forces in Europe auf der Ramstein Air Base verübte, nach Debus. Auch wird Debus in der Auflösungserklärung der RAF von 1998 gemeinsam mit 25 weiteren Personen genannt, die als Mitglieder deutscher Linksterrorismusgruppen starben.